# Рисе (Воломінський повіт)
Рисе (пол. Rysie) — село в Польщі, у гміні Тлущ Воломінського повіту Мазовецького воєводства.
Населення — 202 особи (2011).
У 1975-1998 роках село належало до Остроленцького воєводства.

## Демографія
Демографічна структура станом на 31 березня 2011 року:
|          | Загалом | Допрацездатний вік | Працездатний вік | Постпрацездатний вік |
| -------- | ------- | ------------------ | ---------------- | -------------------- |
| Чоловіки | 107     | 27                 | 72               | 8                    |
| Жінки    | 95      | 18                 | 55               | 22                   |
| Разом    | 202     | 45                 | 127              | 30                   |